# 孫式太極拳
孫式太極拳（そんしきたいきょくけん、孫氏太極拳）は、中国武術家である孫禄堂が、郝為真より教授を受けた武式太極拳をベースに編纂した太極拳である。
郭雲深から形意拳、程廷華から八卦掌を学び大成していた孫がこれらの拳理を集約して創始されたのがこの太極拳であり、その身法や歩法には形意拳や八卦掌の影響が見られる。
その動作上の特徴から「開合活歩太極拳」とも呼ばれる。
また、この太極拳と、孫禄堂の系統で伝承される形意拳、八卦掌を合わせて「孫家拳」と称し一派を成している。

## 套路
孫禄堂が編纂した97式套路が代表的な套路である。
また、孫禄堂の娘である孫剣雲が編纂した簡化38式套路、表演競技用として73式からなる規定套路が発表されている。
孫禄堂が著した「太極拳学」ではこの他に剣の套路が記されており、これは二人で向かい合って前段と後段を同時に演じる事で、対練套路として用法を学ぶことが出来る仕組みとなっている。

## 日本における普及
孫式太極拳と同じく伝統的な太極拳である陳式太極拳、楊式太極拳に比べ学習者は多くはないが、1979年の訪中学習団の指導担当者として孫剣雲が参加していた事を端緒として、日本では日中国交回復後の早い時期から学習されている。この訪中を縁として後に孫剣雲自身が来日して講習会を開催した事もあり、この伝系は比較的日本との縁が深い。
また、日本武術太極拳連盟の主催する選手権大会では、自選套路部門で競技種目として定められている。